# Gary Brabham
Gary Brabham (Wimbledon, 29 maart 1961) is een voormalig Formule 1 coureur uit Australië. Gary racete in de Australische Formule Ford in 1982 en in de Britse Formule Ford in 1983 en 1984. Hij heeft ook drie seizoenen geracet in de British F3 met als beste eindresultaat een tweede plek in 1988. Hij won het in 1989 het Britse Formule 3000 kampioenschap. Ook heeft hij de Bathurst 1000 samen met zijn broer David Brabham gewonnen in 1987.
Hij deed twee races mee in de Formule 1 maar wist zich voor beide niet te kwalificeren. Hij stapte na de tweede race ook uit het mislukte Life Racing Engines team. Na de Formule 1 reed hij nog in de CART Series waarna hij in 1995 zich terugtrok uit de autosport om rijles te gaan geven.
Hij is de zoon van Formule 1 kampioen Jack Brabham en de broer van David Brabham en Geoff Brabham.